# Razprava o metodi

‎
Razprava o metodi (francosko Le Discours de la méthode) s polnim naslovom Razprava o metodi pravilnega vodenja razuma v iskanju resnice v naravoslovju (Le Discours de la méthode pour bien conduire sa raison et chercher la verité dans les sciences) je delo francoskega filozofa Renéja Descartesa, imenovanega Kartezij. Leta 1637 je bila prvič izdana v Leidnu in sicer v francoščini, leta 1644 pa ji je sledila latinska različica, izdana v Amsterdamu.
V slovenščini smo v prevodu Borisa Furlana delo dobili leta 1957.

## Slovenski prevod
- René Descartes: Razprava o metodi: kako pravilno voditi razum ter v znanostih iskati resnico, Ljubljana: Slovenska matica, 1957 (COBISS)
- René Descartes: Razprava o metodi: kako pravilno voditi razum ter v znanostih iskati resnico, Ljubljana: Založba ZRC, ZRC SAZU, 2007 (COBISS)